# لیسه سن-لوئی

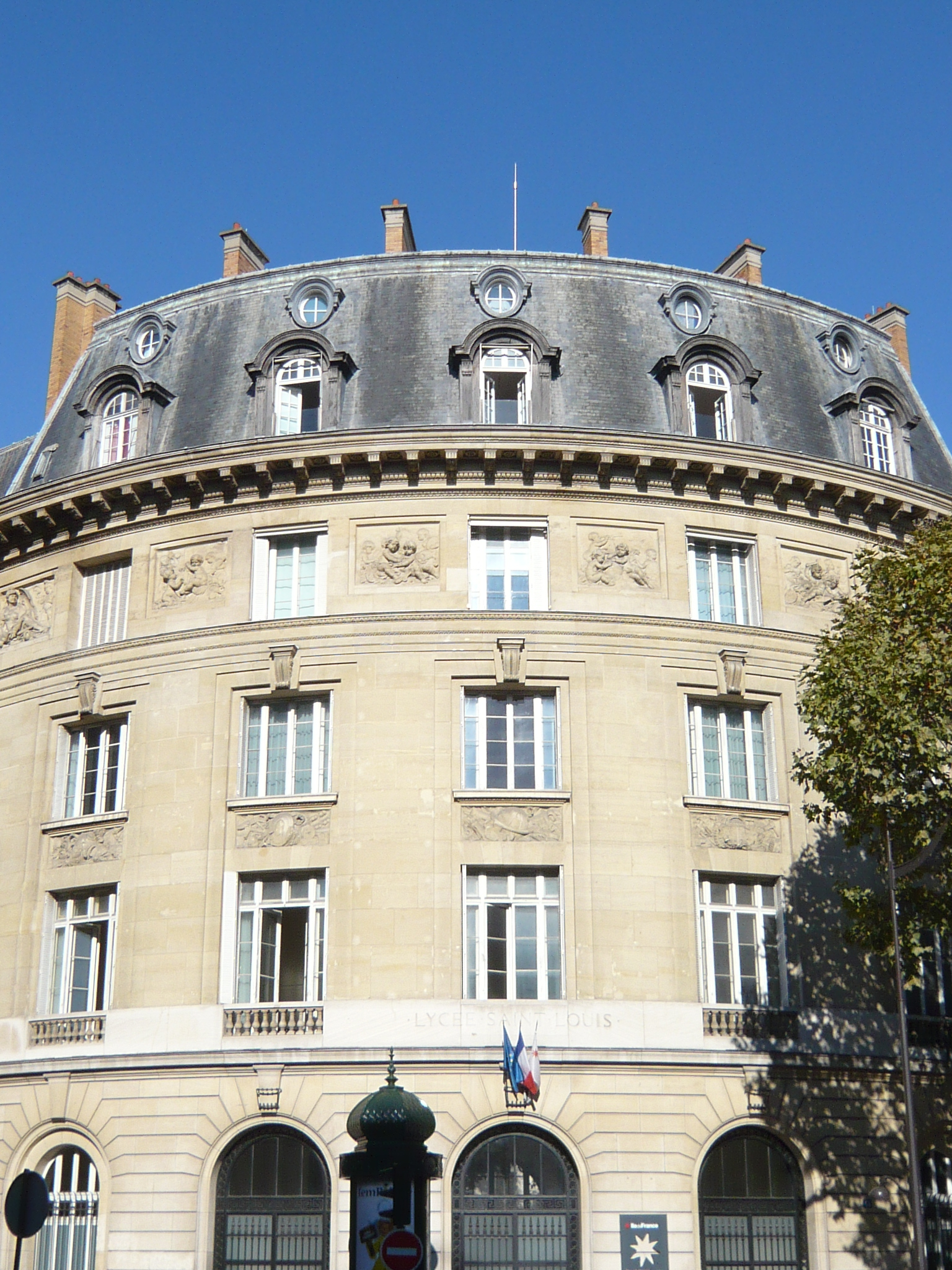
ورودی اصلی.

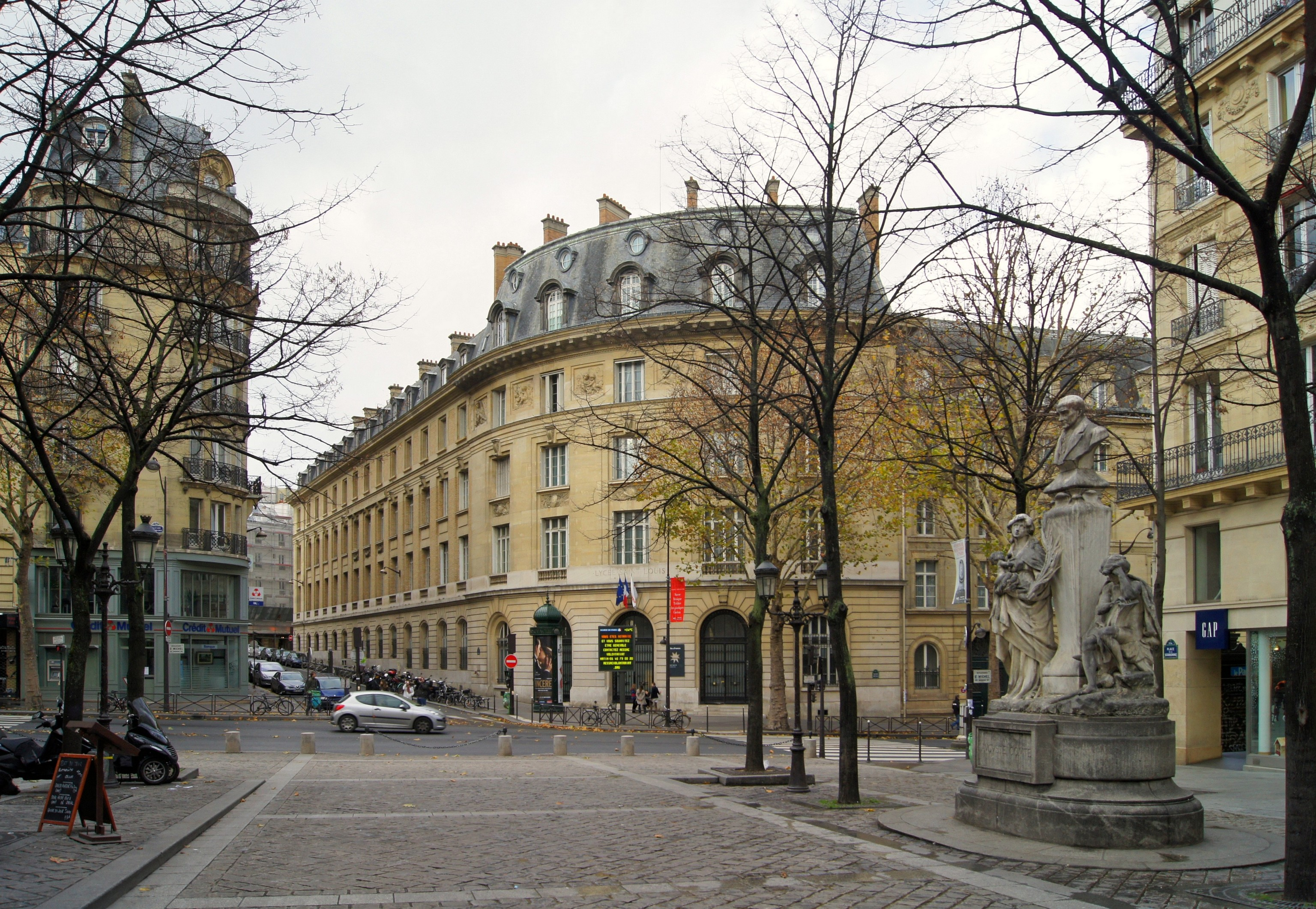

لیسه سن-لوئی (فرانسوی: Lycée Saint-Louis‎) یک مدرسه در شهر پاریس، فرانسه است که در محله لاتن قرار دارد و تنها لیسه عمومی در پاریس مخصوص آمادگی آموزش عالی است. لیسه سن-لوئی در سال ۱۸۲۰ ساخته شده و در بلوار سن-میشل واقع شده‌است.

## دانش‌آموختگان مطرح
- نیکولا بوالو (۱۶۳۶–۱۷۱۱), نویسنده، فرهنگستان فرانسه
- جورج چرپک (۱۹۲۴–۲۰۱۰), فیزیکدان، برنده نوبل ۱۹۹۲
- دنی دیدرو (۱۷۱۳–۱۷۸۴), نویسنده و فیلسوف
- پیر-ژیل دو ژن (۱۹۳۲–۲۰۰۷), فیزیکدان، برنده نوبل ۱۹۹۱
- شارل گونو (۱۸۱۸–۱۸۹۳), آهنگساز
- یوریس کارل هویسمانس (۱۸۴۸–۱۹۰۷), رمان‌نویس و منتقد هنری
- اوژن لابیش (۱۸۱۵–۱۸۸۸), نمایشنامه‌نویس
- لوئی نل (۱۹۰۴–۲۰۰۰), فیزیکدان، برنده نوبل ۱۹۷۰
- لویی پاستور (۱۸۲۲–۱۸۹۵), شیمی‌دان و مکیروبیولوژیست، فرهنگستان فرانسه
- شارل پرو (۱۶۲۸–۱۷۰۳), نویسنده، فرهنگستان فرانسه
- ژان راسین (۱۶۳۹–۱۶۹۹), نمایشنامه‌نویس، فرهنگستان فرانسه
- آلن رب گریه (۱۹۲۲–۲۰۰۸), نویسنده و فیلم‌بردار، فرهنگستان فرانسه
- شارل دو سنت-اورمون (۱۶۱۳–۱۷۰۳), نویسنده
- آنتوان دو سنت-اگزوپری (۱۹۰۰–۱۹۴۴), نویسنده و هوانورد
- کلود سیمون (۱۹۱۳–۲۰۰۵), نویسنده، برنده نوبل ۱۹۸۵
- شارل-موریس دو تالیران-پریگور (۱۷۵۴–۱۸۳۸), دولت‌مرد
- ایو تانگی (۱۹۰۰–۱۹۵۵), نقاش سورئالیستی
- رنه تام (۱۹۲۳–۲۰۰۲), ریاضیدان، مدال فیلدز ۱۹۵۸
- آندره وی (۱۹۰۶–۱۹۹۸), ریاضیدان
- امیل زولا (۱۸۴۰–۱۹۰۲), نویسنده
- شارل بودلر (۱۸۲۱–۱۸۶۷), نویسنده
- شارل دو مونتسکیو (۱۶۸۹–۱۷۵۵), نویسنده و فیلسوف